# Magdalena Grzywa
Magdalena Grzywa (* 15. September 1979 in Czernichów) ist eine ehemalige polnische Biathletin.
Magdalena Grzywa ist Studentin und lebt in Czernichów. Biathlon betreibt sie seit 1998, seit dem folgenden Jahr gehört sie zum polnischen Nationalkader. Die Athletin wird von Adam Kołodziejczyk trainiert und startet für AZS AWF Katowice. Ihr internationales Debüt gab Grzywa 1998 bei den Juniorenweltmeisterschaften in Jericho, wo ihre beste Platzierung ein 25. Platz war. Im Sommer des Jahres nahm sie in Osrblie bei den Weltmeisterschaften im Sommerbiathlon an und gewann die Bronzemedaille im Verfolgungsrennen. In der folgenden Saison gab sie ihr Debüt im Biathlon-Weltcup. Nachdem sie nicht wie geplant schon bei der dritten Weltcupstation in Oberhof gestartet war, trat sie bei der vierten Station in Ruhpolding im Sprint (85.) und mit der Staffel (12.) an. Kurz darauf wurde sie auch erstmals bei den Biathlon-Weltmeisterschaften in Kontiolahti eingesetzt. Im Sprint kam sie auf den 60. Platz. Erfolgreicher verliefen die Juniorenweltmeisterschaften in Pokljuka. Hier gewann Grzywa Bronze im Sprint und mit der Staffel und wurde in der Verfolgung Vierte.
Zu Beginn der nächsten Saison 1999/2000 gewann sie in Hochfilzen in einem Einzel als 22. erstmals Weltcuppunkte. Sehr erfolgreich verliefen für sie auch die Europameisterschaften in Hochfilzen. Nach Silber im Sprint hinter ihrer Teamkollegin Magdalena Gwizdoń gewann sie den Titel in der Verfolgung. In Einzel und Staffel wurde sie Sechste. Wiederum in Hochfilzen erreichte sie 2000 als 19. in einem Einzel ihre beste Weltcupplatzierung. In Haute-Maurienne nahm sie 2001 erneut an Europameisterschaften teil und erreichte als bestes Ergebnis einen vierten Platz im Einzel. Bei den folgenden Weltmeisterschaften in Pokljuka trat sie das einzige Mal in allen fünf Wettbewerben an und erreichte mit 21. Platzen in Einzel und Verfolgung ihre besten WM-Platzierungen. Saisonabschluss waren die Militärweltmeisterschaften, wo sie Sechste im Sprint wurde.
Ihre nächsten guten Ergebnisse hatte sie ein Jahr später wiederum bei Europameisterschaften. In Kontiolahti wurde sie unter anderem Achte in der Verfolgung. 2003 erreichte sie in Ruhpolding mit Gwizdon, Wiesław Ziemianin und Tomasz Sikora in der polnischen Mixed-Staffel als Drittplatzierte ein sehr gutes Ergebnis. Im Sommer des Jahres wurde Grzywa in Forni Avoltri bei der Sommerbiathlon-WM Vierte in der Verfolgung. Auch ihre nächsten guten Ergebnisse hatte sie im Rahmen einer solchen Veranstaltung. 2006 erreichte sie in Ufa fünfte Plätze im 3- und 7,5-Kilometer-Sprint, in der 10-Kilometer-Verfolgung sowie einen achten Platz in der 5-Kilometer-Verfolgung. 2006 nahm sie auch an ihren bislang einzigen Olympischen Spielen teil. In Turin startete sie im Einzel und wurde 71.
Grzywa war eine sehr gute Schützin, weshalb sie in Rennen, in denen häufig geschossen wurde (Einzel, Verfolgung), oftmals besser abschnitt als in Sprintrennen.

## Biathlon-Weltcup-Platzierungen
Die Tabelle zeigt alle Platzierungen (je nach Austragungsjahr einschließlich Olympische Spiele und Weltmeisterschaften).
- 1.–3. Platz: Anzahl der Podiumsplatzierungen
- Top 10: Anzahl der Platzierungen unter den ersten zehn (einschließlich Podium)
- Punkteränge: Anzahl der Platzierungen innerhalb der Punkteränge (einschließlich Podium und Top 10)
- Starts: Anzahl gelaufener Rennen in der jeweiligen Disziplin

| Platzierung | Einzel | Sprint | Verfolgung | Massenstart | Staffel | Gesamt |
| ----------- | ------ | ------ | ---------- | ----------- | ------- | ------ |
| 1. Platz    |        |        |            |             |         |        |
| 2. Platz    |        |        |            |             |         |        |
| 3. Platz    |        |        |            |             | 1       | 1      |
| Top 10      |        |        |            |             | 5       | 5      |
| Punkteränge | 7      | 2      | 5          | 1           | 22      | 37     |
| Starts      | 21     | 47     | 21         | 1           | 23      | 113    |